# سیارک ۱۰۱۶
سیارک ۱۰۱۶ (به انگلیسی: 1016 Anitra، نامگذاری:1924QG) هزار و شانزدهمین سیارک کشف شده‌است که در ۳۱ ژانویه ۱۹۲۴ و در هایدلبرگ کشف شد.
قدر مطلق سیارک برابر ۱۲٫۰۰ است.